# Mamia VI Gurieli
Mamia VI Gurieli (en georgiano: მამია VI გურიელი; década de 1710 - 1778/1784), a veces también referido como Mamia IV Gurieli, fue príncipe de Guria de 1726 a 1756 y nuevamente de 1758 a 1765 y de 1768 a 1778. Los intervalos de su gobierno fueron el resultado de la rivalidad de Mamia con su hermano menor, Jorge IV Gurieli, y de la compleja situación política en la región, incluidas las invasiones otomanas y los esfuerzos de los reyes de Imericia para poner a las entidades políticas de Georgia occidental bajo su autoridad suprema.

## Primeros años
Mamia era el hijo mayor de Jorge IV Gurieli, príncipe de Guria, y su esposa, Elene Shervashidze-Eristavi. Nació antes de 1717, año en que Jorge IV se divorció de Elene para casarse con Jvaramze, hija de Bezhan Dadiani de Mingrelia. 
Inicialmente, se vio obligado a someterse al Imperio otomano y participó en las campañas otomanas en el principado de Mingrelia y Abjasia. En 1732, forjó una alianza con el rey Alejandro V de Imericia, se casó con la hija del rey, Rodam, cuya dote fue Sayavajo (territorio fronteriza de los actuales municipios de Samtredia y Chojatauri). Mamia prestó apoyo a Alejandro contra la coalición de nobles georgianos occidentales encabezada por Otia Dadiani (príncipe de Mingrelia), Grígol (duque de Racha) y Zurab Abashidze, que pretendían colocar al hermano de Alejandro, Mamuka, en el trono de Imericia. Alejandro y Mamia ganaron la sangrienta batalla encuentro en Chijori. En 1748 prohibió la compra de plomo, lo que provocó el disgusto de los otomanos. Mamia empezó a buscar aliados y le pidió ayuda militar a Heraclio II de Kajetia.

## Deposiciones y retornos
Las relaciones de Mamia con el hijo y sucesor de Alejandro, Salomón I, fueron inicialmente hostiles. Su participación en un golpe de Estado finalmente fallido contra Salomón en 1752 le costó el trono de Guria: Salomón regresó con el apoyo otomano en 1756 y depuso a Mamia en favor de su hermano menor, Jorge V Gurieli. Mamia huyó a las montañas de Racha y finalmente cruzó hacia el este de Georgia para solicitar el apoyo del resurgido rey Heraclio II. Gracias a la intercesión de Heraclio, Mamia se ganó el favor del bajá otomano de Ajaltsije y fue restaurado en Guria en 1758. Se reconcilió con Salomón y participó en su lucha contra las invasiones otomanas (batalla de Jresili en 1757) y el comercio de esclavos. En los años 1758-1759, renovó la iglesia de Shemokmedi.
En 1765, el bajá de Ajaltsije derrocó de nuevo a Mamia y lo reemplazó por su hermano, más dócil.Después de la muerte de Rodam en 1770, Salomón tomé Sayavajo de manos de Guria. Durante la guerra ruso-turca de 1767-1774, Salomón invadió Guria, derrotó a una fuerza otomana que marchaba desde Batumi a Imericia y restauró a Mamia en su principado. Las relaciones entre los dos gobernantes se deterioraron rápidamente cuando Salomón intentó afirmar su supremacía en todo el oeste de Georgia. En 1775, asaltó dos veces Guria, y el hermano y rival de Mamia, Jorge V Gurieli, aprovechó la inestabilidad y obligó a Mamia a retirarse a un monasterio. Mamia murió en 1784 (o 1778 según Cyrille Toumanoff).